# Providence (Grenada)
Providence ist eine Siedlung bei Saint David’s im Südosten des Inselstaates Grenada in der Karibik.

## Geographie
Die Siedlung ist eine Siedlung im Parish Saint David im Landesinneren zwischen Petit Etang und Thebaide und auf ca. 200 m Höhe.